# Micheline Ostermeyer
Micheline Ostermeyer (23 de diciembre de 1922-17 de octubre de 2001) fue una atleta y pianista francesa.

## Biografía
Bisnieta del autor francés Victor Hugo, y nieta del compositor Lucien Paroche, Ostermeyer nació en Rang-du-Fliers, Pas-de-Calais. Por la insistencia de su madre, comenzó a estudiar piano a los cuatro años, y a los catorce dejó su casa en Túnez para acudir al Conservatorio de París. Tras el comienzo de la II Guerra Mundial, regresó a Túnez, donde interpretó semanalmente recitales de piano de media hora para Radio Túnez.
Fue durante su estancia de regreso en Túnez cuando Ostermeyer comenzó a participar en deportes, compitiendo en eventos de baloncesto y atletismo. Tras la guerra, compaginó su participación en pruebas atléticas con su vuelta a los estudios en el Conservatorio. Compitió en una amplia variedad de pruebas, consiguiendo triunfos en pruebas nacionales de lanzamientos, saltos y carreras. En 1946 quedó sexta en la prueba de lanzamiento de peso del Campeonato europeo de atletismo celebrado en Oslo, y ganó el primer premio en el Conservatorio.
Los Juegos Olímpicos de Verano de 1948 fueron el mejor momento de Ostermeyer como atleta. Ganó la medalla de oro en lanzamiento de peso y de disco (a pesar de haber practicado esta disciplina por primera vez solo unas semanas antes de la prueba), y una medalla de bronce en salto de altura. De esta manera se convirtió en la primera mujer francesa en ganar tres medallas en unos mismos juegos olímpicos (de verano o invierno). Su proeza solo se vio superada por la de Fanny Blankers-Koen, que ganó cuatro medallas de oro en esos mismos juegos. Tras ganar la prueba de lanzamiento de peso, finalizó el día con una interpretación improvisada de un concierto de Beethoven en la sede de su equipo y un concierto en el Royal Albert Hall.
Se retiró de la competición en 1950 tras haber ganado dos medallas de bronce en el campeonato europeo de ese año en las disciplinas de lanzamiento de peso y 80 metros vallas, y prosiguió su carrera en la música. Sin embargo, su éxito deportivo dañó su reputación como pianista, llegando incluso a evitar durante seis años tocar nada compuesto por Franz Liszt al considerar a este compositor demasiado «deportivo». Realizó giras durante quince años antes de que asuntos personales, incluyendo la muerte de su esposo, la llevaran a aceptar un puesto como profesora. Desempeñó este trabajo hasta su jubilación al comienzo de los años 1980. En sus últimos años dio una serie de conciertos en Francia y Suiza antes de su muerte en Bois-Guillaume.